# وکیل وو خارق‌العاده
وکیل وو خارق‌العاده (انگلیسی: Extraordinary Attorney Woo؛ کره‌ای: 이상한 변호사 우영우) یا وکیل شگفت‌انگیز یک مجموعهٔ تلویزیونی کره جنوبی سال ۲۰۲۲ با بازی پارک اون بین به عنوان نقش اصلی در کنار کانگ ته اوه و کانگ کی یونگ است. این مجموعه وکیلی جوان و تازه‌کار به نام وو یونگ وو که مبتلا به اختلال طیف اوتیسم است را دنبال می‌کند. او که توسط یک شرکت حقوقی بزرگ در سئول استخدام شده، به دلیل اختلال در ارتباط برقرار کردن، از دیگر همسالان خود متفاوت به نظر می‌رسد. او با حل کردن هر پرونده به وسیلهٔ نبوغ و هوش تصویری خود، تبدیل به یک وکیل خبره می‌شود.
وکیل وو خارق‌العاده از ۲۹ ژوئن تا ۱۸ اوت ۲۰۲۲، روزهای چهارشنبه و پنجشنبه ساعت ۲۱:۰۰ (کی‌اس‌تی) از ئی‌ان‌ای برای ۱۶ قسمت پخش شد. این مجموعه همچنین برای استریم در نتفلیکس در مناطق منتخب قابل دسترسی است. در ۱۷ اوت ۲۰۲۲، ساخت فصل دوم این مجموعه تأیید شد. این مجموعه در ایران از مهر ۱۴۰۲ از شبکه دو با نام وکیل شگفت‌انگیز پخش شد.

## بازیگران

### اصلی
- پارک اون بین در نقش وو یونگ وو[۱۰]

یک وکیل تازه‌کار در مؤسسه حقوقی هانبادا. او اولین وکیل با طیف اوتیسم در کره جنوبی است.
- - اوه جی یول در نقش جوانی یونگ وو[۱۱]
- کانگ ته اوه در نقش لی جون هو[۱۲]

یک کارمند در هانبادا
- کانگ کی یونگ در نقش جونگ میونگ سوک[۱۳]

یک وکیل ارشد در هانبادا

### مکمل
- جون به سو در نقش وو گوانگ هو[۱۲]
  - جانگ سونگ بوم در نقش جوانی گوانگ هو[۱۴]

پدر مجرد وو یونگ وو
- بک جی وون در نقش هان سون یونگ[۱۲]

مدیرعامل هانبادا
- جین کیونگ در نقش ته سو می[۱۵]
  - جونگ هان بیت در نقش جوانی ته سو می[۱۶]

مدیرعامل مؤسسه حقوقی ته‌سان
- ها یون کیونگ در نقش چوی سو یون[۱۷]

همکلاسی وو یونگ وو در دانشکده حقوق و همکار او در هانبادا
- جو جونگ هیوک در نقش کوان مین وو[۱۸]

همکار و رقیب وو یونگ وو در هانبادا
- جو هیون یونگ در نقش دونگ گورامی[۱۲]

دوست صمیمی وو یونگ وو
- ایم سونگ جه در نقش کیم مین شیک[۱۲]

صاحب بار جاییکه دونگ گورامی کار می‌کند

### سایر بازیگران
- شین ها-یونگ در نقش کیم هوا یونگ (قسمت ۲)[۱۹]

یکی از موکل‌های هانبادا
- یون جو-سانگ در نقش کیم گونگ گو (قسمت ۲)[۱۹]

پدر کیم هوا یونگ
- یون یو-سون در نقش جون گیونگ هی (قسمت ۳)[۲۰]

مادر کیم جونگ هون
- چوی ده هون در نقش جانگ سونگ جون (قسمت ۳، ۱۵، ۱۶)[۲۱]

یک وکیل در هانبادا و رقیب جونگ میونگ سوک
- لی سونگ ووک در نقش هوانگ دو یونگ (قسمت ۵)[۲۲]

مدیر فروش در ایهوا ای‌تی‌ام
- کیم هیورا در نقش گه هیانگ شیم (قسمت ۶)[۲۳]

یکی از موکل‌های هانبادا که فراری کره شمالی است.
- لی کی-یونگ در نقش ریو میونگ ها (قسمت ۶، ۱۲)[۲۴][۲۵]

قاضی پرونده‌های گه هیانگ شیم و کیم هیون جونگ
- کیم سونگ بوم در نقش جو هیون مو (قسمت ۷–۸)[۲۶]

ساکن روستای سودوک‌دونگ
- پارک کانگ سوپ در نقش پارک یو جین (قسمت ۷–۸)[۲۷]

یک کارمند دولتی در اداره استانی گیونگ‌هه
- پارک یون هی در نقش قاضی پرونده درخت داغداغان سودوک‌دونگ (قسمت ۷–۸)[۲۸]
- لی دو سوک در نقش لی جون بوم (قسمت ۸–۱۰، ۱۴، ۱۶)[۲۸]

گزارشگری از جونگ گی ایلبو که به هانبادا نزدیک است
- کو کیو-هوان در نقش بانگ گو پونگ (قسمت ۹)[۲۹][۳۰]

فرمانده ارتش آزادی‌بخش کودکان
- اوه هه سو در نقش شین هه یونگ (قسمت ۱۰)[۳۱]

زنی با معلولیت ذهنی
- لی وون جونگ در نقش یانگ جونگ ایل (قسمت ۱۰)[۳۲]

مردی که شین هه یونگ را دوست دارد
- سو هه وون در نقش چوی دا هه (قسمت ۱۱)[۳۳]

فروشنده قهوه در کازینو
- لی بونگ ریون در نقش ریو جه سوک (قسمت ۱۲)[۳۴]

وکیل متخصص در پرونده‌های تبعیض جنسیتی
- لی یون جی در نقش چوی جی سو (قسمت ۱۳–۱۴، ۱۶)[۳۵]

همسر سابق جونگ میونگ سوک
- یون نا-مو در نقش جونگ نام (قسمت ۱۳)[۳۶]

شوهرخواهر لی جون هو
- کیم جو هون در نقش به این چول (قسمت ۱۵–۱۶)[۳۷]

مدیرعامل و بنیانگذار رائون
- ریو کیونگ هوان در نقش کیم چان هونگ (قسمت ۱۵–۱۶)[۳۸]

مدیرعامل و بنیانگذار مشترک رائون
- چوی هیون جین در نقش چوی سانگ هیون (قسمت ۱۵–۱۶)[۳۹]

پسر ته سو می